# Kaizers Orchestra
Kaizers Orchestra — норвежская рок-группа, образованная в 2000 году. Лидеры группы, вокалист Янове Оттесен (Janove Ottesen) и гитарист Геир Заль (Geir Zahl) были знакомы с детства и впервые играли вместе в 1991 году в группе «Blod, Snått & Juling».
«Кайзеры» в первую очередь отличились тем, что стали первой норвежской группой, поющей на родном норвежском, получившей широкую известность в континентальной Европе. Для самих норвежцев «Кайзеры» являются выдающимися из-за ни на кого не похожей музыки и диалекта Брюне, на котором поёт вокалист Оттесен.
Играют они, по собственному определению, «Умпа» (норв. ompa) и «Кайзеррок».

## История
В 1998 году друзья детства Янове Оттесен и Гейр Заль, к тому времени образовавшие группу «Gnom», издали альбом «Mys». Из 1000 копий альбома в первый год было продано лишь около 500, однако музыканты к тому времени уже пользовались значительной известностью в Ставангере — одном из регионов Норвегии. Там они играли в местной группе «Blod, Snått & Juling», и одна из их песен, написанных уже после альбома Mys — «Bastard» — пользовалась значительным успехом публики. Строчка из этой песни («A certain Mr. Kaizer took me in/He is the proud owner of the world’s heaviest siamese cat») подтолкнула их к тому, чтобы закрыть группу «Gnom» и начать музыкальную карьеру заново, уже под именем Kaizers Orchestra. Музыка Kaizers Orchestra представляет собой сочетание энергичного рока и стиля «Умпа».
Практически все члены группы в свободное время участвуют в других музыкальных проектах. Янове Оттесен в 2004 году выпустил сольный альбом, Геир Заль выпустит собственный сольный альбом в начале 2007 года, а Терье Винтерсто является фронтменом панк-группы Skambankt. Ойвинд Сторесунд также является постоянным членом групп Wunderkammer и Cloroform.
Они по праву считаются одной из лучших скандинавских групп по зрелищности представлений. Клавишник Хельге выступает на сцене в противогазе. В качестве музыкальных инструментов «Кайзеры» используют баки из под горючего, топорища, монтажные ломики, автомобильные колпаки и т. п.
Kaizers Orchestra в своих песнях создали собственный мрачный мир. Их песни часто рассказывают истории о мафии, русской рулетке, революции, оппозиции, последствиях войн, моряках и психиатрических лечебницах.
В 2000 году группа записала пластинку, на которой было четыре песни — Bastard, Bøn fra Helvete, Katastrofen и Dekk Bord. После участия группы в норвежском музыкальном фестивале en:by:Larm их песни стали активно ротироваться на радио. Их музыка обратила на себя внимание небольшой скандинавской звукозаписывающей компании Broiler Farm. Первый альбом группы, Ompa Til Du Dør, был опубликован под этим лейблом в сентябре 2001 года. Альбом был с одобрением встречен критиками и стал популярен сначала в Норвегии, а потом в Дании и Нидерландах. Альбом получил премию Spellemannspris (норвежский аналог Грэмми). Их второй альбом, Evig Pint, был выпущен в феврале 2003 года. Третий альбом, Maestro, поступил на прилавки музыкальных магазинов 15 августа 2005 года. К настоящему моменту группа выпустила семь клипов, на песни Kontroll På Kontinentet, Mann Mot Mann, Evig Pint, Maestro, Knekker Deg Til Sist, Blitzregn Baby (Live) и Enden av November. В съёмках клипов Kontroll På Kontinentet и Evig Pint принял участие известный норвежский актёр и давний друг группы Кристоффер Йонер. Выпустив альбом Maestro, группа подписала контракт со студией Universal Germany.
Группа выпустила 4 студийных альбома («Ompa Til Du Dør» (2001), «Evig Pint» (2003), «Maestro» (2005), «Maskineri» (2007)) и 12 синглов и EP.
Запись их концерта в зале Вега в Копенгагене 5 и 6 октября 2005 года была впоследствии выпущена на DVD (Viva La Vega, DVD) и на двойном CD «Live at Vega».
Книга «Kontroll på Kontinentet», написанная старшим братом Гиера Заля Яном, вышла 18 октября 2006 года. Книга будет продаваться во время турне «Grand Finale Tour 2006».
После турне в 2006 году музыканты планируют записать песни к новому альбому, релиз которого назначен на 2008 год. В него войдут такие песни, как «9 mm», «Den Sjette Sansen», and «Du og Dine er Even», которые исполнялись на концертах «Grand Finale Tour 2006».
14 сентября 2013 года группа дала последний концерт в Ставангере.

## Состав группы и псевдонимы
У всех членов группы есть сценические имена, оканчивающиеся на «Kaizer» (по аналогии с The Ramones).
- Janove Ottesen — Sjakalen (Шакал) Kaizer — вокал, гитара, орган, баки для горючего
- Geir Zahl — Hellraizer Kaizer — гитара, вокал, баки для горючего
- Terje Vinterstø — Killmaster Kaizer — гитара, бэк-вокал, перкуссия
- Rune Solheim — Mink Kaizer — ударные
- Helge Risa — Omen Kaizer — орган, фисгармония, маримба
- Øyvind Storesund — Thunder Kaizer — контрабас

## Дискография

### Студийные альбомы
- Ompa til du dør (2001)
- Evig pint (2003)
- Maestro Later released with a bonus CD (2005)
- Maskineri (2008)
- Våre demoner (Compilation of re-recorded demos, 2009)
- Violeta Violeta (2011/2012)
  - Violeta Violeta Vol. 1 (Jan. 2011)
  - Violeta Violeta Vol. 2 (Nov. 2011)
  - Violeta Violeta Vol. 3 (Nov. 2012)

### Мини-альбомы
- Kaizers Orchestra EP aka Gul EP (2000)
- Død manns tango (2002)
- Mann mot mann (2002)
- Maestro (2005)
- Maestro Bonus CD (2005)

### Синглы
- "Kontroll på kontinentet" (2003)
- "Di grind" (2003)
- "Maestro" (2005)
- "Knekker deg til sist" (2005)
- "Blitzregn baby" (Live) (2006)
- "Enden av november" (iTunes single) (2007)
- "9 mm" (iTunes Single) (2008)
- "Apokalyps meg" / "Du og meg Lou, og din fru" (Vinyl single) (2008)
- "Die Polizei" (2009)
- "Prosessen" (2009)
- "Philemon Arthur & The Dung" (iTunes single) (2010)
- "Hjerteknuser" (2010)